# Liberales y Demócratas Flamencos

Liberales y Demócratas Flamencos (en neerlandés: Open Vlaamse Liberalen en Democraten), comúnmente conocido como el Open Vld o simplemente VLD, es un partido político liberal belga flamenco. Creado en 1992 del antiguo partido Partido de la Libertad y el Progreso y algunos otros políticos de otros partidos. El partido gobernó en país durante tres legislaturas durante el liderazgo de Guy Verhofstadt desde 1999 hasta 2008. 
Ideológicamente, comenzó con postulados de liberalismo clásico, pero pronto se movió hacia posturas más centristas y social liberales, sobre todo por la influencia del pensador Dirk Verhofstadt. En 2006, el presidente del partido, Bart Somers, dijo que un partido liberal solo puede ser progresista y social.

## Resultados electorales

### Elecciones generales
| Año  | Votos          | %     | Resultado | +/-                   | Gobierno              |
| ---- | -------------- | ----- | --------- | --------------------- | --------------------- |
| 1971 | 392.130 (#5)   | 7,42  | 16/212    |                       | Oposición (1971-1973) |
| 1971 | 392.130 (#5)   | 7,42  | 16/212    | Coalición (1973-1974) |                       |
| 1974 | 798.818 (#3)   | 15,19 | 30/212    | 14                    | Coalición             |
| 1977 | 475.917 (#5)   | 8,54  | 17/212    | 13                    | Oposición             |
| 1978 | 573.387 (#4)   | 10,36 | 22/212    | 5                     | Oposición (1978-1980) |
| 1978 | 573.387 (#4)   | 10,36 | 22/212    | 5                     | Coalición (1980)      |
| 1978 | 573.387 (#4)   | 10,36 | 22/212    | 5                     | Oposición (1980-1981) |
| 1981 | 776.871 (#2)   | 12,89 | 28/212    | 6                     | Coalición             |
| 1985 | 651.806 (#4)   | 10,75 | 22/212    | 6                     | Coalición             |
| 1987 | 709.758 (#4)   | 11,5  | 25/212    | 3                     | Oposición             |
| 1991 | 738.016 (#3)   | 12,0  | 26/212    | 1                     | Oposición             |
| 1995 | 798.363 (#2)   | 13,10 | 21/150    | 5                     | Oposición             |
| 1999 | 888.861 (#1)   | 14,30 | 23/150    | 2                     | Coalición             |
| 2003 | 1.099.223 (#1) | 15,36 | 25/150    | 2                     | Coalición             |
| 2007 | 789.455 (#4)   | 11,83 | 18/150    | 7                     | Coalición             |
| 2010 | 563.873 (#6)   | 8,64  | 13/150    | 5                     | Coalición             |
| 2014 | 659.582 (#4)   | 9,78  | 14/150    | 1                     | Coalición             |
| 2019 | 579.334 (#6)   | 8,54  | 12/150    | 2                     | Coalición             |
| 2024 | 380.659 (#9)   | 5,45  | 7/150     | 5                     | Oposición             |

### Elecciones al Parlamento Flamenco
| Año  | Votos        | %     | Resultado | +/- | Gobierno  |
| ---- | ------------ | ----- | --------- | --- | --------- |
| 1995 | 761.262 (#2) | 20,18 | 26/118    |     | Oposición |
| 1999 | 855.867 (#2) | 22,00 | 27/124    | 1   | Coalición |
| 2004 | 804.578 (#3) | 19,79 | 25/124    | 2   | Coalición |
| 2009 | 616.610 (#4) | 14,99 | 21/124    | 4   | Oposición |
| 2014 | 594.469 (#3) | 14,15 | 19/124    | 2   | Coalición |
| 2019 | 556.630 (#4) | 13,13 | 16/124    | 3   | Coalición |
| 2024 | 364.609 (#5) | 8,33  | 9/124     | 7   | Oposición |

### Elecciones al Parlamento de Bruselas-Capital
| Año  | Votos       | %    | Resultado | +/-         | Gobierno  |
| ---- | ----------- | ---- | --------- | ----------- | --------- |
| 1989 | 12.143 (#8) | 2,77 | 2/75      |             | Oposición |
| 1995 | 11.034 (#8) | 2,67 | 2/75      | Sin cambios | Oposición |
| 1999 | 13.729 (#7) | 3,05 | 2/75      | Sin cambios | Coalición |
| 2004 | 12.443 (#7) | 2,74 | 4/89      | 2           | Coalición |
| 2009 | 11.957 (#5) | 2,46 | 4/89      | Sin cambios | Coalición |
| 2014 | 14.296 (#7) | 2,92 | 5/89      | 1           | Coalición |
| 2019 | 11.051 (#9) | 2,41 | 3/89      | 2           | Coalición |
| 2024 | 8.537 (#10) | 1,82 | 2/89      | 1           | ¿?        |